# جورج روبرتسون (لاعب كرة قدم بريطاني)
جورج روبرتسون (بالإنجليزية: George Robertson)‏ هو لاعب كرة قدم بريطاني (وحمل سابقاً جنسية المملكة المتحدة لبريطانيا العظمى وأيرلندا) في مركز نصف الجناح، ولد في 1883 في غلاسكو في المملكة المتحدة. لعب مع برمنغهام سيتي وبلاكبيرن روفرز ونادي رينجرز ونادي كلايد وBrierley Hill Alliance F.C. ‏.

## وصلات خارجية
- جورج روبرتسون على موقع قاعدة بيانات كرة القدم.إي يو (الإنجليزية)